# 鲁瓦约梅
鲁瓦约梅（法語：Royaumeix，法語發音：[ʁwajomɛ]）是法国默尔特-摩泽尔省的一个市镇，属于图勒区。

## 地理
鲁瓦约梅（48°46'41"N, 5°52'13"E）面积21.57 平方千米，位于法国大東部大區默尔特-摩泽尔省，该省份为法国东北部内陆省份，是洛林的一部分，北邻比利时、卢森堡，北起顺时针与摩泽尔省、下莱茵省、孚日省和默兹省接壤。
与鲁瓦约梅接壤的市镇（或旧市镇、城区）包括：昂迪伊、昂索维尔、布克、阿蒙维尔、芒德尔欧卡特图尔、瓦夫尔地区马农库尔、梅尼勒拉图尔、米诺维尔、桑泽、特龙德、热维尔。

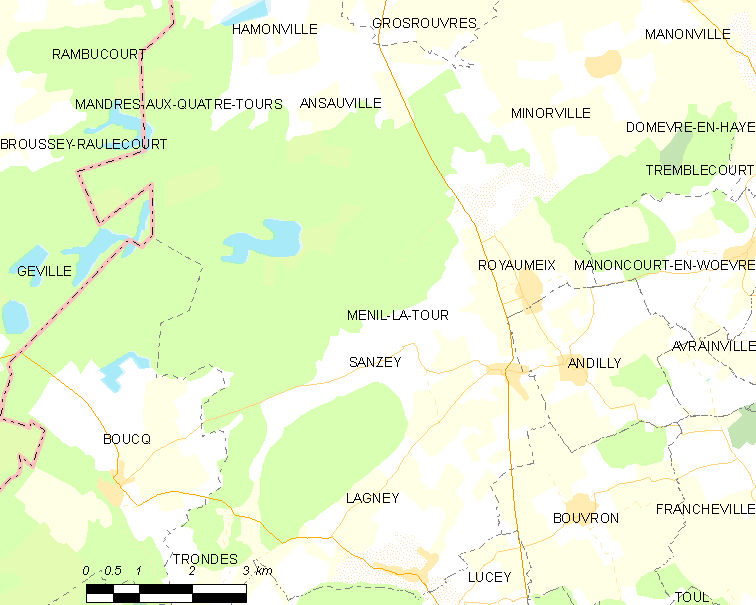
鲁瓦约梅的OSM定位图

鲁瓦约梅的时区为UTC+01:00、UTC+02:00（夏令时）。

## 行政
鲁瓦约梅的邮政编码为54200，INSEE市镇编码为54466。

## 政治
鲁瓦约梅所属的省级选区为北图卢瓦县。

## 人口

1962-2008年间鲁瓦约梅人口变化图示

鲁瓦约梅于2022年1月1日时的人口数量为396人。